# Albatros L 68
L'Albatros L 68 Alauda (in tedesco allodola) fu un aereo da addestramento monomotore, biposto e biplano sviluppato dall'azienda aeronautica tedesca Albatros Flugzeugwerke GmbH negli anni venti.

## Tecnica
L'L 68 era un velivolo di aspetto convenzionale, monomotore biplano biposto a carrello fisso.
La fusoliera era caratterizzata da una coppia di abitacoli aperti in tandem, che terminava in un impennaggio classico monoderiva con piani orizzontali controvantati superiormente.
La configurazione alare era biplana, con ali di forma e dimensione identiche e notevolmente disassate, con quella inferiore spostata verso coda e collegate tra loro da una coppia di montanti "ad N" per lato ed integrata da tiranti in filo d'acciaio.
Il carrello d'atterraggio era un semplice biciclo anteriore fisso, con ruote collegate da un assale rigido, integrato posteriormente da un pattino d'appoggio posizionato sotto la coda.

## Versioni
L 68
prima versione di serie, equipaggiata con un motore Siemens-Halske Sh 11, realizzata in tre esemplari.
L 68a
versione caratterizzata da una diversa ala dalla maggiore apertura ed equipaggiata con un motore Siemens-Halske Sh 12, realizzata in tre esemplari.
L 68c
versione di serie basata sul L 68a, realizzata in 10 esemplari.
L 68d
versione equipaggiata con un motore Siemens-Halske Sh III, realizzata in un esemplare.
L 68e
versione equipaggiata con un motore Armstrong Siddeley Lynx, realizzata in un esemplare.

## Utilizzatori
Germania
- Deutsche Verkehrsfliegerschule